# Boston City Hall

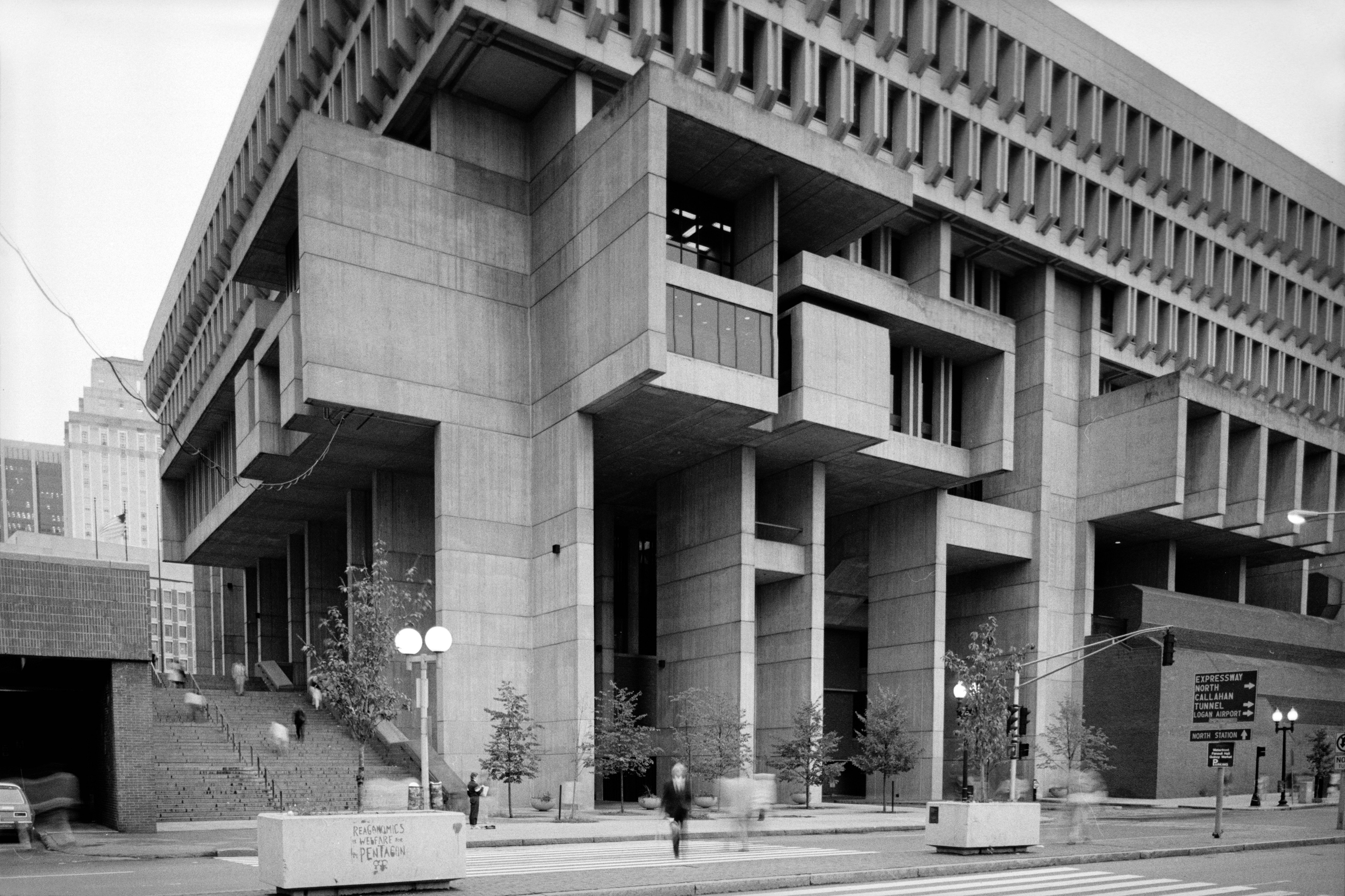
Boston City Hall 1981

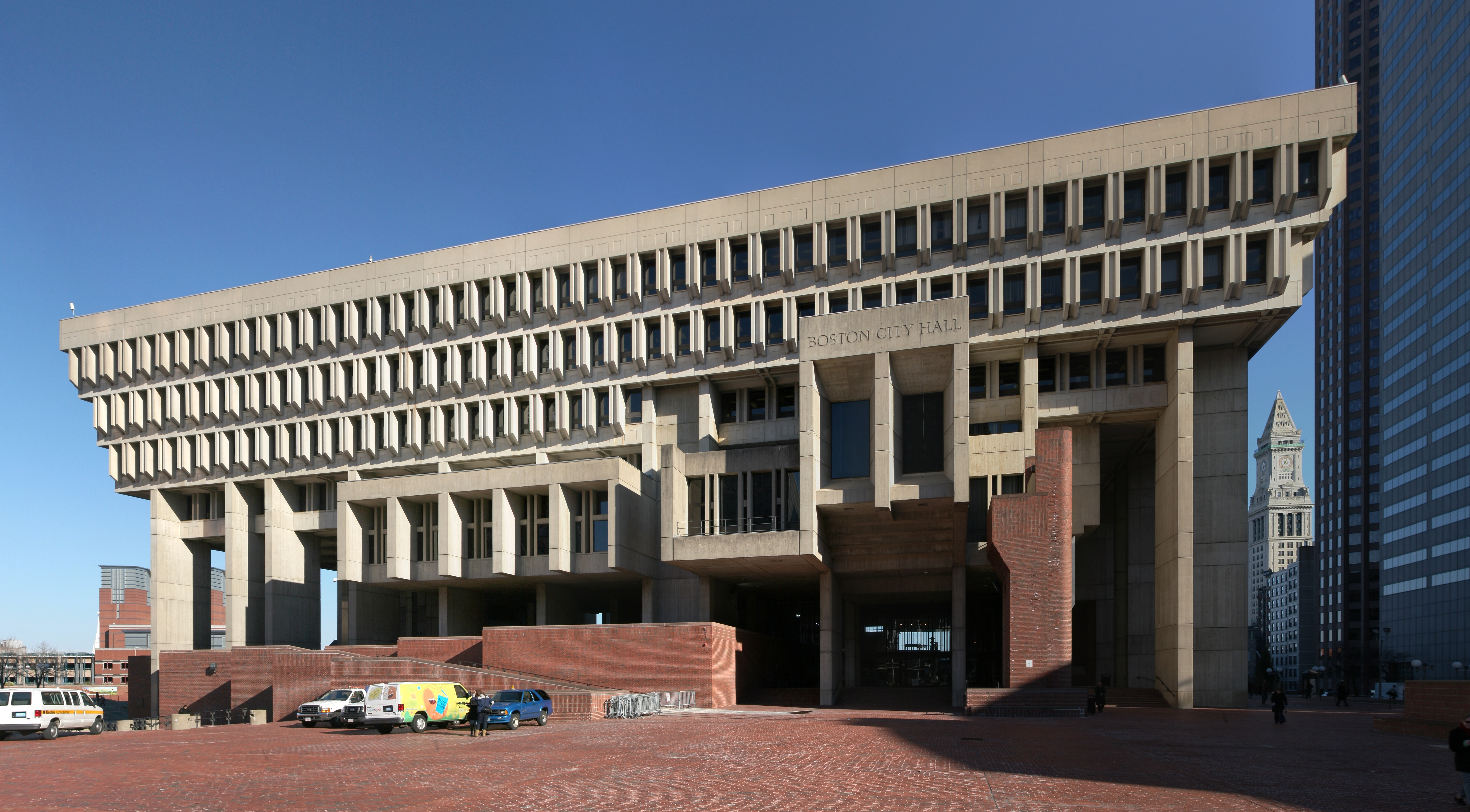
Boston City Hall

Die Boston City Hall ist das Rathaus von Boston, der Hauptstadt von Massachusetts. Das von den Architekturbüros Kallmann McKinnell & Wood und Campbell, Aldrich & Nulty von Gerhard Kallmann und Kollegen im Stil des Brutalismus entworfene Gebäude wurde von 1963 bis 1968 erbaut und liegt im Government Center Bostons. Die Gestaltung der Boston City Hall und der sie umgebenden Plaza sind in der Öffentlichkeit sehr kontrovers aufgenommen worden und werden bis in die Gegenwart diskutiert. Der seit 1993 regierende Bürgermeister Thomas Menino schlug 2006 vor, das Rathaus abzureißen, das Grundstück an private Investoren zu verkaufen und anderer Stelle in South Boston ein Neues zu erbauen. Angesichts der Rezession wurden diese Pläne im Dezember 2008 aufgegeben.